# 塚本修
塚本 修（つかもと おさむ、1953年6月11日 - ）は、日本の経済産業技官。経済産業省大臣官房技術総括審議官や、経済産業省地域経済産業審議官、慶應義塾大学招聘教授、東京大学客員教授、東京理科大学特命教授等を歴任した。

## 人物・経歴
熊本県下益城郡城南町（現熊本市南区）碇生まれ。1977年九州大学工学部卒業、通商産業省入省。2003年経済産業省大臣官房審議官（地域経済産業グループ・資源エネルギー庁担当）。2002年慶應義塾大学理工学部招聘教授。2004年経済産業省製造産業局次長。2006年経済産業省大臣官房技術総括審議官、東京大学国際・産学官共同センター客員教授。2008年経済産業省関東経済産業局長、東京大学生産技術研究所客員教授。2009年経済産業省経済産業政策局地域経済産業グループ地域経済産業審議官。2010年東京理科大学特命教授、古河電気工業株式会社顧問。2012年東京大学生産技術研究所顧問研究員。2011年熊本大学客員教授。2013年古河電気工業株式会社取締役。2014年一般財団法人石炭エネルギーセンター理事長、東京理科大学特任教授。